# Love is in the Bin

Originalet av Girl with Balloon på Southbank i London, från 2002. Bakom flickan, till höger, finns texten ”There is always hope”

Variant av Girl with Balloon i östra London, från 2006

Love is in the Bin är en variant av Girl with Balloon, en muralmålning i östra London från 2002 av graffitikonstnären Banksy. Målningen avbildar en liten flicka som släpper en röd hjärtformad ballong. 
Banksy gjorde en annan variant av Girl with Balloon i en insamlingskampanj 2014 för att stödja flyktingar från Syrien, samt en video. På bilden avbildas en syrisk flykting samt finns hashtagen #WithSyria.
Originalmålningen Girl with Balloon från 2002 togs bort från sin plats på väggen till ett tryckeri på Great Eastern Street och såldes 2015.
En annan variant av konstverket trycktes i juni 2017 inför parlamentsvalet i Storbritannien, med ballongen prydd med ett Union Jack-mönster. Banksy utlovade att skänka exemplar till sådana väljare i vissa valkretsar som kunde uppvisa att de inte röstat på det konservativa partiet. Detta erbjudande drogs snabbt tillbaka, inför varningar från valmyndigheten om att det kunde vara lagstridigt.
I juli 2017 genomförde Samsung en opinionsundersökning i Storbritannien med 2.000 tillfrågade för att ranka 20 brittiska konstverk, varvid Girl with Balloon rankades högst.
I oktober 2018 förstördes delvis ett inramat exemplar under en auktion på Sotheby's i London genom en dokunmentförstörande anordning som Banksy sade sig ha monterat in i ramen långt tidigare. Detta skedde inför auktionspubliken omedelbart efter det att konstverket klubbats för en dryg miljon brittiska pund. Den undre delen skars i remsor, medan den övre delen blev kvar inom ramen. Banksy offentliggjorde en bild av monteringen av dokumentförstöraren, med orden "Going, going gone..". Köparen informerade om att hon avsåg att fullfölja köpet av vad hon ansåg vara ett objekt, som nu inskrivits i konsthistorien. Konstverket omdöptes till Love Is in the Bin.